# 田村制作所
田村制作所（たむらせいさくしょ）とは、音楽プロデューサーの田村充義（同社代表取締役）が1997年4月に設立した音楽関連ソフトの企画・制作・管理を手掛ける制作プロダクション。
主な業務は音楽アーティストの音楽ソフトに関する諸業務、それらの著作権の管理、出版や制作の諸権利の管理、また、ライブやコンサートの企画、各番組への出演といったマネージメント、プロモーションなどである。

## 主な取引先
- SME Records
- キングレコード
- ビクターエンタテインメント
- フライングドッグ（旧：JVCエンタテインメント）
- テイチクエンタテインメント
- BMG JAPAN（旧：BMGファンハウス）
- ユニバーサルミュージック
- アミューズ
- ワタナベエンターテインメント